# Gyllenhaleus
Gyllenhaleus is een geslacht van kevers uit de familie bladkevers (Chrysomelidae).
De wetenschappelijke naam van het geslacht werd in 1903 gepubliceerd door Julius Weise.

## Soorten
- Gyllenhaleus bipunctatus (Baly, 1858)
- Gyllenhaleus feae Gestro, 1904
- Gyllenhaleus macroshinus (Gestro, 1906)